# 鞑靼斯坦东南航空
鞑靼斯坦东南航空（俄语：ЮВТ АЭРО，全称是Юго-Восток Татарстана）是一家总部位于喀山的鞑靼斯坦航空公司，运营枢纽是喀山国际机场。